# Rock or Bust
Rock or Bust — альбом австралійського хард-рок гурту AC/DC. Це п'ятнадцятий міжнародний студійний альбом, випущений гуртом, і шістнадцятий, випущений в Австралії. Він є найкоротшим студійним альбомом з усіх записаних колективом — тривалість становить близько 35 хвилин, що на 2 хвилини менше їхнього попереднього найкоротшого альбому Flick of the Switch, випущеного в 1983 році.
7 жовтня 2014 гурт випустив дебютний сингл Play Ball з цього альбому. Пісня мала комерційний успіх, увійшовши в чарти різних країн.
Альбом зайняв 1-е місце в 11 країнах, включаючи Австралію, Канаду, Німеччину та Швецію. Він також потрапив до п'ятірки найкращих в інших 12 країнах, включаючи Нову Зеландію, Велику Британію, США та Італію.

## Огляд
«Rock or Bust» вийшов 28 листопада 2014 року в Австралії й 2 грудня 2014 року в інших країнах та став своєрідним продовженням їхньої роботи 2008 року, коли був виданий попередній міжнародний студійний альбом Black Ice.
«Rock or Bust» також став першим альбомом гурту, записаним без колишнього члена колективу і ритм-гітариста Малколма Янґа, який змушений був залишити гурт через проблеми зі здоров'ям у 2014 році. Музиканти гурту та їхній менеджмент пізніше пояснили відхід Малколма тим, що музиканту офіційно поставили діагноз — деменція, і що він, можливо, ніколи не буде грати знову.
Перед офіційним анонсом «Rock or Bust» Браян Джонсон зізнався, що альбом важко було записати без Малколма Янґа, і що була ідея назвати альбом Man Down, але було вирішено, що таке найменування було б занадто негативним щодо ситуації з Малколмом і проблеми з його здоров'ям в цілому.
6 листопада 2014 барабанщик Філ Радд був заарештований за спробу найму двох осіб для вбивства. У той же день AC/DC зробили заяву: «З екстрених новин нам щойно стало відомо про арешт Філа. У нас немає жодних коментарів. Відсутність Філа не вплине на наш новий альбом „Rock or Bust“ і майбутній тур наступного року. Також ще не ясно, чи залишиться Радд серед музикантів гehne, і хто б міг його замінити». Звинувачення у наймі для вбивства з Радда було знято на наступний же день, але залишені звинувачення в зберіганні метамфетаміну, канабісу та погрозі вбивства.

## Запис альбому
Альбом був записаний в студії Warehouse у Ванкувері, Канада. Продюсував запис Брендан О'Брайан, а зведення виконав Майк Фрейзер. Коли в останні десять днів Радд запізнювався на сесії звукозапису, О'Брайан був готовий замінити його іншим барабанщиком, але Радд з'явився і записав свої партії.
Композиції переважно були зібрані Ангусом з матеріалу, накопиченого братами під час запису попередніх альбомів.

## Сингли
Перший сингл «Play Ball» вперше був використаний 27 вересня 2014 в трейлері до показу ігор Major League Baseball on TBS, а сам сингл вийшов 7 жовтня, коли була розкрита інформація про треклист. Також сингл став доступний на ITunes для тих, хто здійснив попереднє замовлення альбому.
Другим синглом стала композиція «Rock or Bust», офіційне відео для якої було знято 4 жовтня 2014 перед 500 шанувальниками в Лондоні. Сингл вийшов 17 листопада 2014. Це сталося випадково, коли трек завантажили замість «Play Ball» під аккаунтом AC/DC в YouTube. Сингл ніяк не пов'язаний з піснею 2007 року «Rock 'n' Roll or Bust» виконавця Дейва Еванса.
В обох відеозйомках для синглів Радд був відсутній і замінений Бобом Річардсом, який раніше грав з групою Man, Адріаном Смітом, Asia і Shogun.
В січні 2015 року вийшов третій сингл, «Rock the Blues Away».

## Промо-тур
2015 року гурт вирушить у світове турне на підтримку альбому «Rock or Bust» і на честь 40-річчя колективу. Малколма Янґа замінить його й Ангуса племінник, Стів Янґ. Це не остаточний склад, оскільки ще не ясно, чи візьме Радд участь у турне.

## Критика
Альбом отримав в основному позитивні й теплі відгуки, зібравши 75 балів на ресурсі Metacritic на основі 22 оглядів.
Після свого виходу альбом вийшов на 6-е місце серед попередніх замовлень студійних альбомів 2014 на торговому майданчику Amazon Великої Британії.
У США в перший тиждень після видання альбому було продано 172 000 його копій і він зайняв 3-є місце в чарті Billboard 200. В канаді альбом дебютував на 1 місці чарту Canadian Albums з продажами в 31 000 копій в перший тиждень після виходу.

## Список композицій
Всі композиції скомпоновані Ангусом Янґом і Малколмом Янґом.
| #     | Назва                          | Тривалість |
| ----- | ------------------------------ | ---------- |
| 1.    | «Rock or Bust»                 | 3:03       |
| 2.    | «Play Ball»                    | 2:47       |
| 3.    | «Rock the Blues Away»          | 3:24       |
| 4.    | «Miss Adventure»               | 2:57       |
| 5.    | «Dogs of War»                  | 3:35       |
| 6.    | «Got Some Rock & Roll Thunder» | 3:22       |
| 7.    | «Hard Times»                   | 2:44       |
| 8.    | «Baptism by Fire»              | 3:30       |
| 9.    | «Rock the House»               | 2:42       |
| 10.   | «Sweet Candy»                  | 3:09       |
| 11.   | «Emission Control»             | 3:41       |
| 34:55 |                                |            |